# Chofelins
Les Chofelins sont les Arméniens installés en France à l'époque de Richelieu et de Colbert. Leur nom est une déformation du terme italien « Ciolfalino », soit le gentilé des habitants de Djoulfa, ancienne ville arménienne du Caucase actuellement située en Azerbaïdjan.

## Histoire
Les décisions du Cardinal de Richelieu (1585-1642) concernant les Arméniens « chofelins » montrent qu'il a souhaité les encourager à s'installer en France et a dans ce but permis la traduction en français de plusieurs livres arméniens.
Cette diaspora arménienne, par ses liens avec l'Orient, est la première à importer des indiennes et à initier des artisans locaux à leur reproduction, avec des peintures colorées. Leur présence amène plus tard Jean-Baptiste Colbert à créer en 1669 le port franc de Marseille des Arméniens. Ruinés par la chute de Candie, ils rejoignent la ville. Appelés chofelins, ils apprennent aux maîtres cartiers marseillais à peindre les cotonnades de façon différente. Ils maîtrisent en effet la technique des « indiennes de Masulipatnam », appelée aussi Machilipatnam.